# Кромбах (Айхсфельд)
Кромбах (нем. Krombach) — община в Германии, в земле Тюрингия.
Входит в состав района Айхсфельд. Подчиняется управлению Эрсхаузен/Гайсмар. Население составляет 206 человек (на 31 декабря 2010 года). Занимает площадь 4,19 км².